# 단색

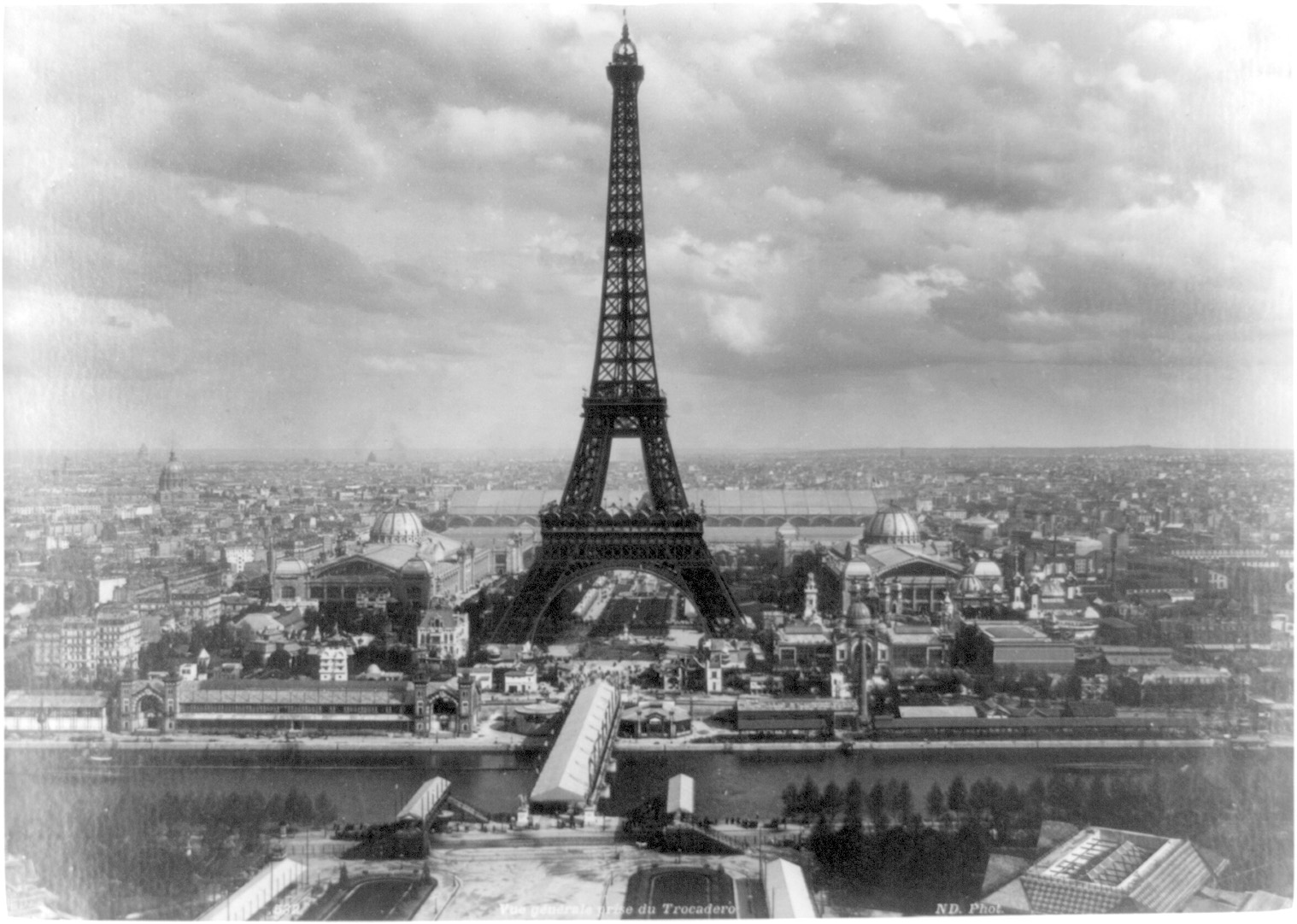
단색 사진의 예.

단색(單色, monochrome 모노크롬[*])은 "한 빛깔"이라는 뜻이다. "모노크롬"이라는 말은 "홀로"를 뜻하는 μόνος (모노스)와 "빛깔"을 뜻하는 χρώμα (크로마)를 합한, 그리스어  μονόχρωμος(모노크로모스)에서 나온 말이다. 모노크롬이라는 용어는 단색 사진이나 단색 영화를 가리키기도 한다.

## 색상 구성표
단색 색상 구성표는 단일 색상(톤, 색조 및 음영)으로 구성된다. 색조는 흰색을 추가하여 밝기를 증가시킴으로써 달성된다. 음영은 검정색을 추가하여 밝기를 감소시킴으로써 달성된다. 회색을 추가하여 톤을 얻으므로 채도가 감소한다.
단색 색상 구성표는 관심을 끌고, 초점을 맞추고, 가독성을 지원하는 데 사용할 수 있는 더 넓은 범위의 대비 톤을 허용하므로 예술 및 시각적 커뮤니케이션 디자인에 기회를 제공한다.
단색의 색상을 사용하면 시각적인 응집력이 강해지며 암시적인 색상을 사용하여 의사소통 목표를 지원하는 데 도움이 될 수 있다. 색상 대비가 상대적으로 부족하다는 점은 톤의 변화와 질감의 추가로 상쇄될 수 있다.
과학에서 단색은 단일 파장의 빛 또는 기타 방사선(예를 들어 레이저는 일반적으로 단색광을 생성함)으로 구성되거나 단 하나의 색상만 갖거나 갖는 것처럼 보이는 것을 의미한다(다색과 비교하여). 이는 과학에 따르면 진정한 단색 이미지는 검정색으로 변색되는 한 가지 색상의 음영으로만 엄격하게 생성될 수 있음을 의미한다.
그러나 단색에는 "지루함" 또는 "무색"과 유사한 또 다른 의미도 있으며, 이로 인해 때로는 진정한 단색 색조(한 색상이 검은색으로 바래짐)로 구성된 디자인을 생성하게 되고, 색상은 하나의 색상에서 생성되었지만 모든 파장으로 바래게 된다(흰색으로). 이것은 엄밀히 말하면 과학적인 단어의 의미에서 단색이 아니다. 사실, 예술계에서 단색은 다른 다색 예술만큼 복잡하거나 훨씬 더 복잡할 수 있다.

## 같이 보기
- 그레이스케일
- 색상